# 파브리초 폴레티
파브리초 폴레티(이탈리아어: Fabrizio Poletti faˈbrittsjo poˈletti[*], 1943년 7월 13일, 에밀리아-로마냐 주 본데노 ~)는 이탈리아의 전직 축구 선수이자 감독으로, 현역 선수 시절 측면 수비수로 활동했다.
그는 현역 시절에 토리노에서 활약한 것으로 알려져 있는데, 9년 동안 몸담으며 2번의 코파 이탈리아를 우승했다. 그는 이탈리아 국가대표팀 일원으로 1970년 월드컵에 참가해 결승에 오르기도 했다.

## 클럽 경력

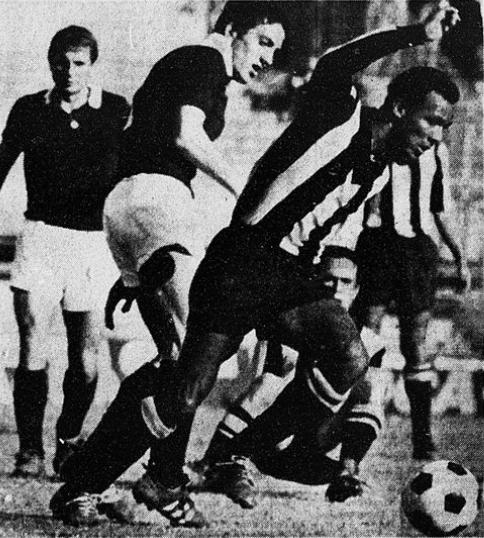
알베르토 스펜세르를 저지하는 폴레티

에밀리아-로마냐 주 페라라 도 본데노 출신인 폴레티는 대게 세리에 A의 토리노(1962-71)에서 오랜 기간 활약한 것으로 알려져 있는데, 1962년에 18세의 나이로 입단해 코파 이탈리아를 2번(1967-68 시즌과 1970-71 시즌) 우승했다. 1960-61 시즌에 프로 무대 신고식을 치른 후, 경력 초에 경기에 출전하지 못했던 폴레티는 처음에 세리에 D의 아스티(1961-62)로 임대되어 프로 신고식을 치르고, 24경기에 출전해 2번 골망을 흔들고, 토리노로 이듬해에 복귀했다. 그는 1962년 10월 21일에 0-1로 패한 제노아와의 세리에 A 원정 경기에서 토리노 첫 경기를 치렀다. 그는 토리노에서 9년을 보내면서 275번의 공식 경기(세리에 A 224경기 출전 18골 득점, 코파 이탈리아 37경기 출전 4골 득점, 그리고 유럽대항전 14경기 출전 1골, 친선경기 10경기 출전까지 포함하면 285경기 출전)에 출전해 23골을 기록해, 구단의 역대 최다 출장 14위에 이름을 올렸다. 그는 동료 나탈리노 포사티와 함께 세리에 A의 당대 최고 측면 수비진을 구성해 네레오 로코 감독의 지휘 하에 효율적인 양방향 수비진으로 공수 양면에 공헌했다. 토리노 시절, 그는 수비수임에도 페널티 킥의 주 주자여서, 많은 득점 기회를 잡았다.
폴레티는 이후 칼리아리(1971-74)로 이적했고, 뒤이어 삼프도리아에서 1년을 보내고 1974-75 시즌에 5경기 출전(친선경기에 1경기 더 출전)하고 은퇴했다. 도합하여, 그는 세리에 A에서 13년을 보내며 294번의 경기에 출전해 20골을 넣었고, 모든 대회를 통틀어 344경기에 출전해 24골을 기록했다.

## 국가대표팀 경력
폴레티는 1965년과 1970년 사이 이탈리아 국가대표팀 경기에 6번 출전했는데, 그의 첫 국가대표팀 경기는 1965년 6월 15일의 스웨덴전이었다. 폴레티는 이탈리아 B 대표팀 소속으로도 6경기 출전했고, 나폴리에서 열린 1963년 지중해 게임에서 금메달을 목에 걸었다. 그는 1970년 월드컵에서 "세기의 경기"로 회자되는 서독과의 준결승전에 부상당한 로베르토 로사토를 대신해 연장전에 출전했다. 그의 활약에도 불구하고, 그는 알베르토시 이탈리아 골키퍼와 함께 두 선수 간의 소통 문제로 게르트 뮐러의 골을 내준 데에 맹비난을 받았다. 이탈리아는 이 대회의 결승전에 진출했지만, 브라질에 1-4로 대패했다.

## 감독 경력
1978년 1월, 폴레티는 잔프랑코 보차노를 대신해 세리에 D의 수차라 감독이 되었지만, ㅡ로모치오네 강등을 막을 수 없었다. 그는 이후 코스타리카에서 감독일을 했는데, 그는 1980년대에 배우자 마리차와 함께 건너가 정착했다.

## 사생활
폴레티는 슬하에 2명의 자식(마르코와 에리카), 3명의 손주(밀레나, 파비올라, 그리고 마르티나), 그리고 2명의 증손주(사무엘레와 초에)를 두었다. 1967년 10월 15일, 토리노 저녁에서 그는 움베르토왕길의 횡단보도를 건너던 중 차와 추돌해 다리에 경미한 부상을 입었다. 그의 절친이자 동료로 당시 동행하던 지지 메로니가 삼프도리아전 이후에 발생한 이 사고에서 사망했다.

## 수상

### 클럽
토리노
- 코파 이탈리아: 1967–68, 1970–71

### 국가대표팀
이탈리아
- 지중해 게임: 1963
- 월드컵 준우승: 1970

### 개인
- 용기의 선수 금메달상[5]